# Мелесипп
Мелесипп (др.-греч. Μελήσιππος) — спартанский посол в Афины в 432 и 431 годах до н. э.
Как отметил М. Э. Курилов, Мелесипп, сын Диакрита, мог быть глашатаем и принадлежать к древнему роду Талфибиадов, члены которого возводили свою генеалогию к мифическому Талфибию. Мелесипп был членом спартанского посольства, направленного в Афины в 432/1 году до н. э. с ультиматумом даровать свободу всем грекам. По предложению Перикла афиняне отклонили это предложение. Это стало поводом для Архидамовой войны 431—421 годов до н. э.
Перед началом похода спартанской армии и их союзников царь Архидам II вновь направил Мелесиппа в Афины, пытаясь добиться уступок. Однако на этот раз посол не был даже допущен в город. Ему объявили, что если лакедемоняне желают вступить в переговоры, то прежде должны возвратиться к себе (в это время +2⁄3 войска находились уже на Истме). Мелесиппу же было велено покинуть Аттику. К нему приставили провожатых, чтобы спартанец не мог вступить с кем-то в разговоры. Как отметили авторы «Истории Древней Греции», возможно, спартанцы рассчитывали на помощь афинских олигархов. У границы Мелесипп произнёс: «День этот — начало великих бедствий для эллинов».